# Badlands (géomorphologie)
Pour les articles homonymes, voir Badlands.

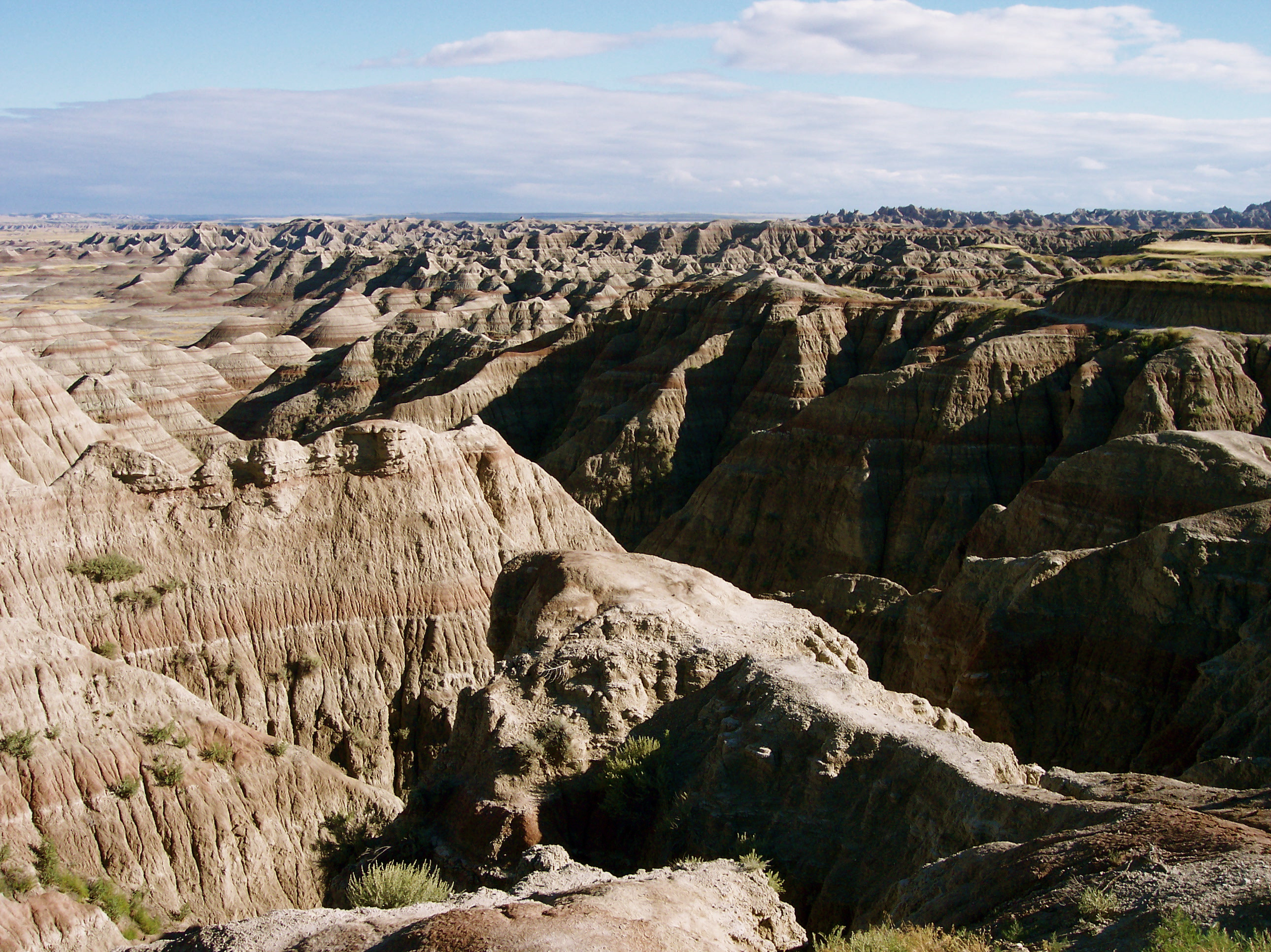
Badlands aux États-Unis.

Le mot badlands (« mauvaises terres » en français) désigne un paysage ruiniforme des terrains marneux ou argileux, sont fortement ravinés par les eaux du ruissellement en faible pente.
Ils se caractérisent par des pentes abruptes, une végétation minimale, l'absence de régolithe important et une forte densité de drainage. ravins, ravines, buttes, cheminées de fée et autres formations géologiques similaires sont fréquents dans les badlands.
On trouve des badlands sur tous les continents, sauf en Antarctique, et ils sont plus fréquents là où les sédiments sont meubles. Ces terres sont en général impropres à l'agriculture. La plupart résultent de processus naturels, mais la destruction de la végétation par le surpâturage ou la pollution peut produire des badlands d'origine anthropique.

## Exemples

### Argentine

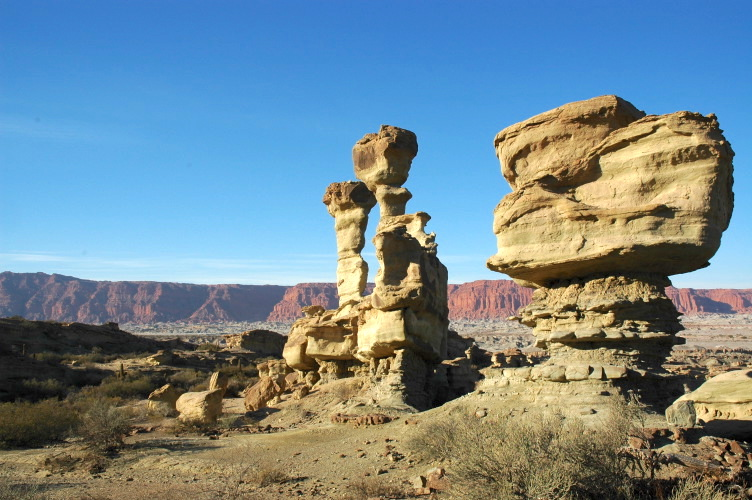
Valle de la Luna, Province de San Juan, Argentine

- La Valle de la Luna ("Vallée de la lune") est l'un des nombreux exemples de formations de badlands dans le Midwest de l'Argentine[3].

### Canada
- Badlands Guardian en Alberta
- Parc provincial Dinosaur

### Chine

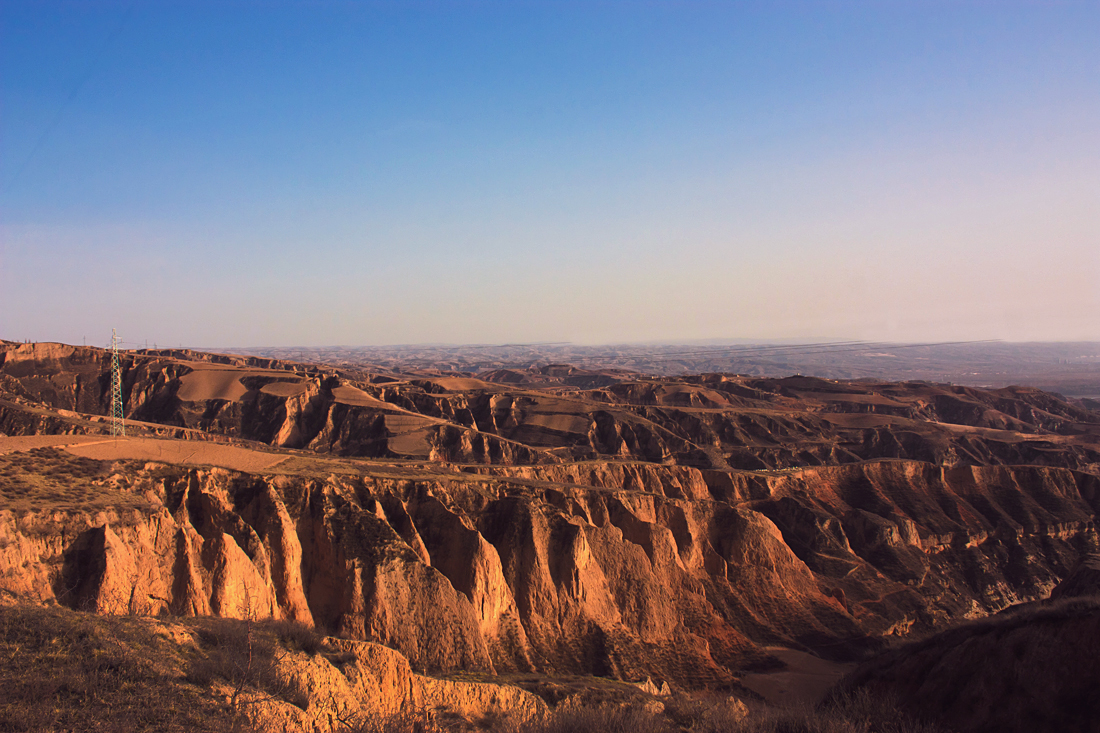
Plateau de Lœss

- Plateau de Lœss au sud du Hetao

### Espagne
- Bardenas Reales en Navarre
- Désert de Tabernas à Almería

### États-Unis
- Parc national des Badlands, Dakota du Sud
- Parc national de Bryce Canyon, Utah

### France
- Ravins de Corbœuf à Rosières (Haute-Loire) France
- les robines dans les Alpes du Sud
- Falaises des Vaches Noires, entre Villers-sur-Mer et Houlgate (Basse-Normandie, France)

### Italie

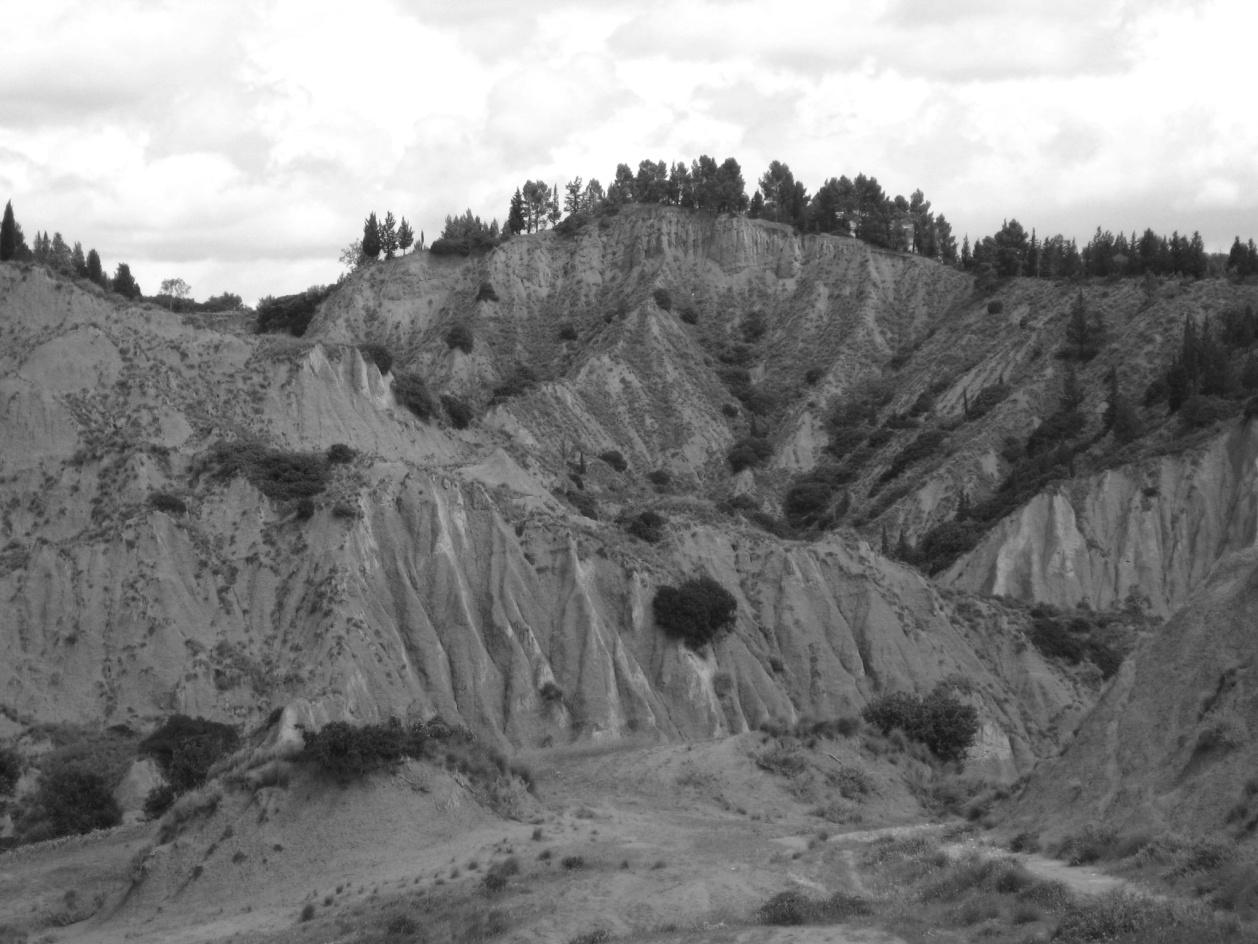
Badlands en Aliano, Italie.

- Aliano en Italie (où le terme usité est calanco)

### Japon
- Vallée de Hōrai

### Kenya
- Badlands d'Elmenteita

### Népal
- District de Mustang